# مانور
مانور (بالإنجليزية: Manor, Texas)‏ هي مدينة تقع بولاية تكساس في شمال شرق الولايات المتحدة. تبلغ مساحة هذه المدينة 3 (كم²)، وترتفع عن سطح البحر 162 م، بلغ عدد سكانها 5037 نسمة في عام 2010 حسب إحصاء مكتب تعداد الولايات المتحدة وتصل الكثافة السكانية فيها 883.7 نسمة/كم2.

## التركيبة السكانية
حدّد مكتب تعداد الولايات المتحدة بيانات التركيبة السكانية لمانور في تعداد الولايات المتحدة. في ما يلي، التركيبة السكانية حسب تعدادي 2000 و2010.

### تعداد عام 2000
بلغ عدد سكان مانور 1,204 نسمة بحسب تعداد عام 2000، وبلغ عدد الأسر 405 أسرة وعدد العائلات 290 عائلة مقيمة في المدينة. في حين سجلت الكثافة السكانية 47.3 نسمة لكل كيلومتر مربع (122.5/ميل2). وبلغ عدد الوحدات السكنية 436 وحدة بمتوسط كثافة قدره 17.1 لكل كيلومتر مربع (44.3/ميل2).
وتوزع التركيب العرقي للمدينة بنسبة 53.16% من البيض و16.94% من الأمريكيين الأفارقة و1.50% من الأمريكيين الأصليين و0.08% من الأمريكيين ذوي الأصول الآسيوية و0.58% من سكان جزر المحيط الهادئ و25.66% من الأعراق الأخرى و2.08% من عرقين مختلطين أو أكثر و48.75% من الهسبانيون أو اللاتينيون من أي عرق.
بلغ عدد الأسر 405 أسرة كانت نسبة 45.7% منها لديها أطفال تحت سن الثامنة عشر تعيش معهم، وبلغت نسبة الأزواج القاطنين مع بعضهم البعض 47.9% من أصل المجموع الكلي للأسر، ونسبة 16.3% من الأسر كان لديها معيلات من الإناث دون وجود شريك، بينما كانت نسبة 7.4% من الأسر لديها معيلون من الذكور دون وجود شريكة وكانت نسبة 28.4% من غير العائلات. تألفت نسبة 23.2% من أصل جميع الأسر من عدة أفراد يعيشون في نفس المنزل ونسبة 9.4% كانت تتألف من شخص يعيش بمفرده يبلغ من العمر 65 عاماً أو أكثر. وبلغ متوسط حجم الأسرة المعيشية 2.97، أما متوسط حجم العائلات فبلغ 3.54.
بلغ العمر الوسطي للسكان 31.9 عاماً. وكانت نسبة 30.4% من القاطنين تحت سن الثامنة عشر، وكانت نسبة 10.7% بين الثامنة عشر والرابعة والعشرين عاماً، ونسبة 27.6% كانت واقعةً في الفئة العمرية ما بين الخامسة والعشرين والرابعة والأربعين عاماً، ونسبة 20.3% كانت ما بين الخامسة والأربعين والرابعة والستين، ونسبة 11% كانت ضمن فئة الخامسة والستين عاماً فما فوق. يوجد لكل 100 أنثى 93.6 ذكر، ويوجد لكل 100 أنثى في الثامنة عشر من عمرها فما فوق 89.2 ذكر.
بلغ متوسط دخل الأسرة في المدينة 37,500 دولارًا، أما متوسط دخل العائلة فبلغ 40,455 دولارًا. وكان متوسط دخل الذكور 32,857 دولارًا مقابل 22,625 دولارًا للإناث. وسجل دخل الفرد الخاص بالمدينة 15,607 دولارًا. وكانت نسبة 8.9% من العائلات ونسبة 11.9% من السكان تحت خط الفقر، وكان من هؤلاء نسبة 12.1% تحت سن الثامنة عشر ونسبة 9.2% في الخامسة والستين من العمر وما فوق.

### تعداد عام 2010
بلغ عدد سكان مانور 5,037 نسمة بحسب تعداد عام 2010، وبلغ عدد الأسر 1,519 أسرة وعدد العائلات 1,206 عائلة مقيمة في المدينة. في حين سجلت الكثافة السكانية 197.9 نسمة لكل كيلومتر مربع (512.6/ميل2). وبلغ عدد الوحدات السكنية 1,645 وحدة بمتوسط كثافة قدره 64.6 لكل كيلومتر مربع (167.3/ميل2).
وتوزع التركيب العرقي للمدينة بنسبة 45.62% من البيض و27.58% من الأمريكيين الأفارقة و0.95% من الأمريكيين الأصليين و1.49% من الأمريكيين ذوي الأصول الآسيوية و0.04% من سكان جزر المحيط الهادئ و19.83% من الأعراق الأخرى و4.49% من عرقين مختلطين أو أكثر و47.55% من الهسبانيون أو اللاتينيون من أي عرق.
بلغ عدد الأسر 1,519 أسرة كانت نسبة 54.7% منها لديها أطفال تحت سن الثامنة عشر تعيش معهم، وبلغت نسبة الأزواج القاطنين مع بعضهم البعض 56.4% من أصل المجموع الكلي للأسر، ونسبة 16.7% من الأسر كان لديها معيلات من الإناث دون وجود شريك، بينما كانت نسبة 6.3% من الأسر لديها معيلون من الذكور دون وجود شريكة وكانت نسبة 20.6% من غير العائلات. تألفت نسبة 15.8% من أصل جميع الأسر من عدة أفراد يعيشون في نفس المنزل ونسبة 2.6% كانت تتألف من شخص يعيش بمفرده يبلغ من العمر 65 عاماً أو أكثر. وبلغ متوسط حجم الأسرة المعيشية 3.32، أما متوسط حجم العائلات فبلغ 3.72.
بلغ العمر الوسطي للسكان 29.5 عاماً. وكانت نسبة 35.6% من القاطنين تحت سن الثامنة عشر، وكانت نسبة 7.4% بين الثامنة عشر والرابعة والعشرين عاماً، ونسبة 34.6% كانت واقعةً في الفئة العمرية ما بين الخامسة والعشرين والرابعة والأربعين عاماً، ونسبة 17.2% كانت ما بين الخامسة والأربعين والرابعة والستين، ونسبة 5.2% كانت ضمن فئة الخامسة والستين عاماً فما فوق. وتوزع التركيب الجنسي للسكان بنسبة 48.4% ذكور و51.6% إناث.

## وصلات خارجية
- The US50 - Cities and Towns in Texas State